# Imbert de Salles
Ce que l’on sait de la vie d'Imbert de Salles est dû à la déposition qu’il fit devant l’inquisiteur Ferrier le 19 mai 1244, deux mois après la reddition de Montségur, dont il fut défenseur en tant que sergent.

## Biographie
Il est le fils de Gaucelm, un probable seigneur de Salles du début du XIIIe siècle. Il épouse Bernarda, fille de Bérenger de Lavelanet. La légende en fait un chef de l’émeute à Cordes-sur-Ciel en 1233 contre les inquisiteurs qui voulaient brûler entre autres hérétiques sa nourrice, et que les habitants auraient jetés dans le puits de la cité.
Sa déposition ne concerne pratiquement que son séjour à Montségur qu’il rejoignit probablement vers 1241 et en particulier ce qui se rapporte au massacre des inquisiteurs à Avignonet le 28 mai 1242, expédition à laquelle il prit part. Mais selon lui il resta à l’extérieur alors que des témoins affirment qu’il se vanta au retour d’en avoir tué de ses mains.
Pendant le siège qui commence en mai 1243 et jusqu’à la reddition du château, il prendra part à plusieurs expéditions, traversant chaque fois les lignes des assiégeants, ce qui montre que ce siège n’était pas tout à fait hermétique.
Était-il lui-même un hérétique ? Il avoue avoir à plusieurs reprises « adoré » des bons hommes hérétiques (c'est-à-dire, dans le langage des inquisiteurs, leur avoir fait le salut rituel). Pourtant il ne fut pas au nombre des suppliciés et ne semble pas même avoir été inquiété outre mesure. Probablement, comme beaucoup, sa sympathie le portait vers ceux qui vivaient un christianisme plus rigoureux, mais pas au point de quitter sa propre religion. Sa trace se perd à partir de ce moment.
Son village, Salles, lui rend hommage : une place porte son nom et une stèle de 2 mètres le symbolisant a été érigée[réf. nécessaire]. Elle marque le point de départ d’un chemin historique « la Vallée de la croisade » qui commémore, en 10 panneaux jalonnant les 5 km du parcours, les grandes dates de la Croisade contre les Albigeois qui ravagea la région.